# Римшин Євген Леонідович
Євген Леонідович Римшин (нар. 16 червня 1976, Орджонікідзе, Дніпропетровська область, УРСР) — колишній український футболіст, захисник та нападник.

## Клубна кар'єра
Євген Римшин народився 16 червня 1976 року в місті Орджонікідзе, Дніпропетровської області. Саме з Орджонікідзе й пов'язані перші кроки у футболі Євгена. Тут він виступав за місцеву ДЮСШ, а в 1992 році першим дорослим клубом Римшина став місцевий «Авангард».
У 1993 році підписав свій перший професійний контракт з друголігою кіровоградською «Зіркою», але надовго в команді з Кіровограду не затримався, й того ж року підписав контракт з третьоліговим жовтоводським «Сіріусом». Потім виступав у друголігових клубах «Водник» (Херсон), «Дружба» (Бердянськ) та «Металург» (Донецьк).
У липні 1996 року переходить до складу дніпропетровського «Дніпра». 20 липня 1996 року Євген дебютує у складі своєї нової команди в Вищій лізі України. Проте закріпитися в «Дніпрі» Римшину так і не вдалося (у складі дніпропетровської команди загалом зіграв лише 4 матчі), через що в пошуках стабільної ігрової практики він змушений був відправитися в оренду до нижчолігових клубів «Металург» (Новомосковськ), «Зірка-НІБАС» (Кіровоград) та «Прикарпаття» (Івано-Франківськ).
На початку 1998 року підсилив склад «Кривбасу», в складі якого виступав протяном насупних 5 років. У футболці криворожан у чемпіонатах України зіграв 124 матчі та забив 19 м'ячів, ще 15 матчів (8 голів) провів у кубку України. Ще 4 матчі Євген зіграв у єврокубках у сезоні 1999/00 років. Крім головної команди криворожан, виступав і в складі їх друголігового фарм-клубу, «Кривбас-2», за який зіграв 27 матчів та забив 18 м'ячів.
Під час зимової паузи сезону 2003/04 років перебував на перегляді в кіровоградській «Зірці», але в квітні 2004 року підсилив склад львівських «Карпат». Однак в травні 2004 року перейшов до друголігового «Гірника» (Кривий Ріг), а влітку 2004 року виїхав до Казахстану, де протягом половини року виступав у клубі «Женис» (Астана). На початку 2005 року повернувся до України, в Харків, де виступав у складі місцевого «Геліоса». Проте у стартовому складі команди з'явлвся нечато, тому влітку 2005 року знову виїхав до Казахстану, де захищав кольори «Ордабаси» (Шимкент). На початку 2006 року повернувся в Україну та почав виступати в складі черкаського «Дніпра» Влітку 2006 року перейшов до клубу «Локомотив» (Дворічна), у складі якого завершив кар'єру професійного футболіста.
Після завершення кар'єри професійного футболіста продовжив свої виступи в аматорському футболі. Зокрема, виступав у клубах Дніпропетровської області: «Авангард» (Орджонікідзе) (2006—2007), «Севаш» (Дніпропетровськ) (2007), «СклоПласт» (Дніпропетровськ) (2008), «Електрометалург» (2008) та «Штурм» (с.Партизанське) (2010).

## Кар'єра в збірній
У 1996 році Євген Римшин зіграв 2 поєдинки у футболці молодіжної збірної України.

## Досягнення
- Вища ліга чемпіонату України
  - Бронза (2): 1999, 2000
- Кубок України
  -  Фіналіст (1): 2000